# Сали Торн
Сали Торн (на английски: Sally Thorne) е австралийска писателка на произведения в жанра любовен роман и чиклит.

## Биография и творчество
Сали Торн е родена на 10 септември 1981 г. в Канбера, Австралия. От тийнейджър мечтае да пише, но следва право. Работи като държавен служител в митниците и граничната охрана към Австралийската публична служба, и като специалист по изготвяне на договори и искания за финансиране. Работата не я влече и тя посещава курс по творческо писане в Технологичния институт в Канбера. В свободното си време започва да пише. Участва в писането на фензини, в онлайн форуми за писане и в инициативата NaNoWriMo.
Първият ѝ роман „Игра на омраза“ е издаден през 2016 г. Луси Хътън и Джошуа Темпълман са главните асистенти на двамата съпрезиденти на новосъздадената издателска къща от бившите издателства „Гамин Пъблишинг“ и „Бексли Букс“. Те делят общ офис и открито демонстрират, че се мразят. Когато е обявена нова ръководна позиция, която само единият от двамата може да получи, напрежението достига точката си на кипене. Романът става бестселър в списъка на „USA Today“ и „Вашингтон Поуст“, и я прави известна. Книгата е издадена в над 25 страни по света. Романът е приет за екранизация с режисьор Питър Хъчингс с участието на Луси Хейл, Роби Амел и Остин Стоуел.
Сали Торн живее със семейството си в Канбера.

## Произведения

### Самостоятелни романи
- The Hating Game (2016)
Игра на омраза, изд.: ИК „Ибис“, София (2017), прев. Надя Баева
- 99 Percent Mine (2017)
- Second First Impressions (2021)

### Екранизации
- ?? The Hating Game